# Asociación Española de Teledetección
Asociación creada en 1988 por un grupo de trabajo en Teledetección y personas interesadas en los fundamentos y aplicaciones de esta tecnología con los principios de fomentar, facilitar, aunar y difundir los trabajos interdisciplinares de todos los aspectos de Teledetección en España
Desde entonces la Asociación se ha convertido en referencia en este campo. Editando una revista semestral desde 1993, Revista Española de Teledetección,  realizado congresos científicos y múltiples reuniones técnicas.
Desde su fundación la AET ha contado con directores de reconocido prestigio como José Luis Labrandero Sanz, Lluis Solé, José Luis Casanova Roque, Vicente Caselles Miralles, Emilio Chuvieco Salinero, Federico González Alonso y José Antonio Sobrino

## Congresos
El primer congreso de la I AET tuvo lugar en Barcelona en el año 1986, y desde el año siguiente 1987, se ha ido celebrando en años impares, bianualmente y en diferentes localizaciones de España, excepto el XII Congreso que se realizó en Mar del Plata, Argentina en el 2007. 
El programa de estos congresos es variado pero siempre vinculado con la geografía, teledetección y especialidades afines; como Cartografías temáticas y usos del suelo, Ocenografía y Litoral, vegetación y Agricultura, Geomorfología e Hidrología, Tratamiento Digital de Imágenes, Meteorología  y un largo etc.